# Verein mathematisch-naturwissenschaftlicher Excellence-Center an Schulen
Der Verein mathematisch-naturwissenschaftlicher Excellence-Center an Schulen e. V. (abgekürzt MINT-EC) ist ein gemeinnütziger Verein mit Sitz in Berlin. Der Verein wurde 2000 auf Initiative der Bundesvereinigung der Deutschen Arbeitgeberverbände (BDA) gegründet und wird seit dem 15. Oktober 2009 von der Kultusministerkonferenz (KMK) beschirmt.

## Ziele
Ziel des Vereins MINT-EC ist es, Schüler für die MINT-Fächer Mathematik, Informatik, Naturwissenschaften und Technik zu begeistern und sie darin zu fördern. Da Mädchen in diesem Bereich traditionell unterrepräsentiert sind, liegt ein besonderes Augenmerk darauf, auch Schülerinnen anzusprechen. Als Auszeichnung vergibt der Verein das MINT-EC-Zertifikat, um besonders engagierte Schüler und Schülerinnen, die sich mit herausragenden Leistungen auszeichnen, zu würdigen.
Durch ein Auswahlverfahren können Schulen mit Sekundarstufe II Teil des nationalen Excellence-Schulnetzwerks MINT-EC werden. Sie werden damit jedoch nicht Mitglied des Vereins. Unterstützung und Förderung erfahren die Schulen aus einem Netzwerk von Unternehmen, Forschungseinrichtungen, Hochschulen und Verbänden, wobei die Stärkung der MINT-Fächer gemeinsames Ziel aller Akteure ist.
Der Verein MINT-EC bietet zusammen mit seinen Partnern Veranstaltungen für Schüler, Lehrkräfte und die Leitungsebene an und vernetzt die Schulen mit Partnern aus Wirtschaft und Wissenschaft.

## Das Auswahlverfahren
Am MINT-EC-Auswahlverfahren können sich Schulen, die über eine Sekundarstufe II verfügen und an denen der Erwerb der Hochschul- und/oder Fachhochschulreife möglich ist, beteiligen. Es findet jährlich statt.
Kriterien für die Auswahl einer Schule als MINT-EC-Schule sind unter anderem:
- Belegte MINT-Schwerpunktsetzung im Schulprogramm
- Kontinuierliches Angebot an MINT-Leistungskursen oder Äquivalente
- Begabtenförderung
- Außerschulische Kooperationen, etwa mit Hochschulen und Unternehmen
- Fächerübergreifende Ansätze im MINT-Bereich
- Spezielle Ansprache von Mädchen
- Berufsorientierung
- Lehrerfortbildung

Diese Kriterien dienen als grobe Orientierung, um eine Schule als MINT-EC-Schule zu zertifizieren. Erforderlich ist, dass die Zukunftskonzepte auf einer schon hervorragenden Basis von Strukturen, Prozessen und Ressourcen aufbauen oder sich dort einordnen. Eine Jury bewertet die Anträge um Aufnahme in das Schulnetzwerk.
Nach vier Jahren Mitgliedschaft sind die MINT-EC-Schulen verpflichtet, sich für die Aufrechterhaltung der Netzwerk-Mitgliedschaft zu bewerben. Ist die Wiederzertifizierung erfolgreich, wird die Mitgliedschaft um weitere vier Jahre verlängert.

## MINT-EC-Schulen
In einem ersten Auswahlverfahren wurden im Gründungsjahr 2000 bundesweit 34 Schulen ausgewählt. Das nationale Excellence-Schulnetzwerk MINT-EC umfasst aktuell 342 Schulen im In- und Ausland. MINT-EC-Schulen gibt es in allen 16 Bundesländern. Die Verteilung auf die Bundesländer ist sehr unterschiedlich. Fast ein Drittel der Schulen ist in Nordrhein-Westfalen ansässig. Daneben sind die Metropolregion München, der Ballungsraum Berlin und das Rhein-Main-Gebiet stärker vertreten. In Baden-Württemberg befinden sich mit einer Ausnahme alle Schulen im nördlichen Teil des Bundeslandes. In Ostdeutschland sind es häufig die ehemaligen Spezialschulen, die dem Schulnetzwerk angehören.
Außerdem gibt es das İstanbul Lisesi in der Türkei, das Bundes- und Bundesrealgymnasium Gmunden in Österreich, die German International School Washington D.C., die Deutsche Schule Quito in Ecuador sowie das Ellinogermaniki Agogi in Pallini, Griechenland als Deutsche Auslandsschulen.

## Schul-Cloud mit dem HPI
Gemeinsam führten das Hasso-Plattner-Institut, das Bundesministerium für Bildung und Forschung (BMBF) und MINT-EC ab 2017 das Pilotprojekt HPI Schul-Cloud durch. Die Schul-Cloud sollte dazu beitragen, die wartungsintensiven Computerkabinette an den Schulen langfristig zu ersetzen und allen Schulbeteiligten – Schülerinnen und Schülern, Lehrkräften, Schuladministration und -leitung, Eltern – einen einfachen und sicheren Zugang zu digitalen Bildungs‑, Kooperations- und Organisationangeboten über das Web und von beliebigen Anzeigegeräten aus zu ermöglichen.
Die Schul-Cloud war eine übergreifende und integrative Lösung, die bestehende Ansätze und Lösungen von Schulen und Anbietern nicht neu erfinden und ersetzen sollte, sondern diese zentral vernetzt und somit einer größeren Gruppe von Nutzerinnen und Nutzern zur Verfügung stellte. Die Schul-Cloud war kein fertiges Produkt, sondern wurde mit Hilfe der Rückmeldungen der beteiligten Schulen gemeinsam entwickelt. 
Im Verlauf des Projektes waren die Schulen mit den Herausforderungen der COVID-19-Pandemie konfrontiert und konnten durch die Schul-Cloud vergleichsweise schnell auf die neuen Anforderungen des Distanzlernens reagieren. Das Projekt endete im März 2022.

## Organisation
Der Verein arbeitet in einer Bürogemeinschaft inhaltlich und organisatorisch eng mit dem Verein Science on Stage Deutschland zusammen.